# Mazurkowo (Wyskok)
Mazurkowo (niem. Masurhöfchen) – część wsi Wyskok w Polsce, położona w województwie warmińsko-mazurskim, w powiecie kętrzyńskim, w gminie Srokowo. Wchodzi w skład w sołectwa Wyskok.
W latach 1975–1998 Mazurkowo  należało administracyjnie do województwa olsztyńskiego.

## Historia
Folwark w Mazurkowie istniał w XVIII wieku. Osada została wydzielona z Bajor Małych. Na początku XIX w. znajdowały się w niej 2 domy, w których mieszkało 12 osób. W latach 20. XX w. folwark należał do majątku Curta Segadlo w Wyskoku. Powierzchnia całkowita nieruchomości wynosiła 306 ha.